# Jiří Hynek Kocman
Jiří Hynek Kocman (* 6. srpna 1947 Nové Město na Moravě) je český veterinární farmakolog, pedagog a konceptuální umělec žijící v Brně.

## Život
Jiří H. Kocman se narodil v Novém Městě na Moravě jako prvorozený syn z prvního sňatku Otakara Kocmana (1912 Brno – 2001 Brno) a Marie, roz. Havelkové z Mirošova. Otec se podruhé oženil v roce 1962. Jeho děd Metoděj Kocman (29. ledna 1869 Jedovnice – 5. prosince 1947 Brno), pocházející z Jedovnic v Moravském krasu, působil jako učitel a řídící učitel v Borači, Troubsku a Šlapanicích u Brna a nakonec se usadil v Brně–Králově Poli, kde si postavil na Vackově ulici dům. Babička Božena, roz. Sedláková (1883–1955) pocházela také z Moravského krasu – ze sousedních Rudic. Jiří má ještě dvě mladší sestry – Jitku (* 1949) a Dariu (* 1953).         
J. H. Kocman absolvoval v roce 1971 Vysokou školu veterinární v Brně a poté pracoval 27 let v Ústavu pro státní kontrolu veterinárních biopreparátů a léčiv v Brně. Od roku 1971 spravoval ve vedlejší budově Minigalerii Výzkumného ústavu veterinárního lékařství. 
Výtvarným uměním se intenzivně zabývá od r. 1965; od lyrické a strukturální abstrakce přešel ke konceptuálnímu umění, ke knihám-objektům a paper-artu. Soukromě studoval estetiku u Jiřího Valocha (od r. 1965), nauku o papíru a uměleckou knižní vazbu u Jindřicha Svobody (od r. 1976), restaurování papíru a knih u Tomáše Vyskočila (od r. 1979).
Svoji tvorbu prezentoval na 23 samostatných výstavách doma a na 12 v zahraničí, účastnil se 142 kolektivních výstav doma a 201 v zahraničí. Na 6. trienále umělecké knižní vazby v Kroměříži získal v roce 1989 1. cenu a na 11. trienále umělecké knižní vazby v Brandýse nad Labem v roce 2004 Cenu Ludvíka Bradáče za osobní přínos k rozvoji umělecké knižní vazby. V roce 2018 obdržel Cenu města Brna v oboru výtvarného umění.
V letech 1993–1998 působil externě na Fakultě výtvarných umění VUT v Brně a v letech 1998–2013 jako interní pedagog. V r. 1996 se habilitoval v oboru konceptuálního umění na Akademii výtvarných umění v Praze. V roce 1997 založil Kabinet papír a kniha, který se od roku 1998 přeměnil na Ateliér papír a kniha a jenž byl ve svém konceptuálním pojetí ojedinělý ve středoevropském univerzitním prostředí.
V akademickém roce 1998/99 působil ve funkci proděkana pro tvůrčí činnost, v letech 2000–2002 byl toutéž činností pověřen jako člen kolegia děkana. V letech 2002–2007 byl proděkanem pro tvůrčí činnost a vnější styky a v letech 2004–2007 také statutárním zástupcem děkana FaVU.

## Dílo
Počátky autorova zájmu o uměleckou činnost jsou datovány do 60. let a vymezeny zájmem o kresbu a grafiku, která procházela procesem experimentálního charakteru, např. práce se strukturou netradiční matrice.
Určitá oblast činnosti J. H. Kocmana je samotným autorem označována jako Activities a zahrnuje koncept-art, projekt-art, stamp-art a mail-art.
První razítko, které Jiří Hynek Kocman vytvořil bylo slovo „TOUCH“ vepsané do kruhu. Naopak posledním razítkem bylo doslovné „JHK's LAST ART STAMP“.
J .H. Kocman je autorem a editorem první stamp-artové antologie na světě. Participovalo na ní 25 autorů originálními otisky svých autorských razítek, které J.H.K. osobně adjustoval do formy lepené vazby a vydal ji v roce 1972 pod názvem STAMP ACTIVITY. Každý autor posléze dostal jednu kopii této knihy, ale přítomná zatím není v žádné veřejné instituci. Na knize se svou účastní dále podíleli: Eric Andersen, Gabor Attalai, Robin Crozier, Joerg Daumeter (Géza Perneczky_), Hervé Fischer, Charles Frazier, Ken Friedman, Jochen Gerz, Ludwig Gosewitz, Klaus Groh, Hans Werner Kalkmann, Géza Perneczky, Gerrit Jan De Rook, Schwind, Jan Steklík, William Louis Sørensen, Pat Tavenner, Endre Tót, Janos Urban, Franco Vaccari, Jiří Valoch, Dušan Klimeš, Jan Wojnar, Tim Ulrichs.
Cestou pohlednic si J. H. Kocman vyměňoval větu „ART IS HERE“ s Jiřím Valochem i Gertou Pospíšilovou. Tato věta dala základ názvu dvou stálých expozic v Moravské galerii v Brně, z nichž jedna s názvem Art is Here: Nové umění po roce 1945 je z velké části tvořena sbírkou Jiřího Valocha, kterou daroval Moravské galerii.
„V rámci své práce s papírem a knihou se snaží komunikovat jejich fyzické kvality a autonomii. Autorské knihy a papír tak pro J. H. Kocmana nejsou pouhým nosičem informací, ale jsou sami o sobě obsahem a poselstvím zároveň; a to skrze svoji matérii a způsob zpracování. Autorovy autorské papíry a knihy tak v sobě mají zvláštní magii “fyzického vyzařování”, která problematizuje klasické pojímání základů konceptuální tvorby, ve smyslu přednosti myšlenky uměleckého díla před jeho fyzickou realizací. U Kocmana je přítomné obojí, důraz na myšlenku a i na specifika materiálového provedení. V jeho tvorbě tímto vzniká – v prostředí českého konceptuálního umění – zcela ojedinělá senzibilita, a co je také zajímavé, autor tím předjímá “zhodnocení řemeslnosti” – téma nyní často akcentované ve tvorbě nejmladší generace konceptuálních umělců.“ – [citace]